# سنت-وینسنت
سنت-وینسنت (به ایتالیایی: Saint-Vincent) یک کومونه در ایتالیا است که در واله دائوستا واقع شده‌است. سنت-وینسنت ۲۰ کیلومتر مربع مساحت و ۴٬۸۴۶ نفر جمعیت دارد و ۵۵۰ متر بالاتر از سطح دریا واقع شده‌است.